# Gaj (powiat mogileński)
Gaj – wieś w Polsce położona w województwie kujawsko-pomorskim, w powiecie mogileńskim, w gminie Jeziora Wielkie.

## Podział administracyjny
Wieś duchowna, własność opata benedyktynów w Mogilnie pod koniec XVI wieku leżała w powiecie gnieźnieńskim województwa kaliskiego. W latach 1975–1998 miejscowość należała administracyjnie do województwa bydgoskiego.

## Demografia
Według Narodowego Spisu Powszechnego (III 2011 r.) liczyła 361 mieszkańców. Jest, wespół ze wsią Wola Kożuszkowa (361 mieszkańców), trzecią co do wielkości miejscowością gminy Jeziora Wielkie.